# Puerto Indio
Puerto Indio – miejscowość w Panamie, w comarce Emberá-Wounaan. Jest stolicą dystryktu Sambú. W 2000 roku w miejscowości było 109 domów i 437 mieszkańców.
Puerto Indio położone jest nad rzeką Sábalo, w pobliżu miejscowości Sambú, z którą połączone jest pieszym mostem. Zabudowę miejscowości stanowią głównie tradycyjne indiańskie domy na palach.